# Patate tornado
La patate tornado (coréen : 회오리 감자 ; hoeori gamja ; tornado fries aux États-Unis) est une spécialité à base de pommes de terre de la cuisine de rue coréenne. Elle fut créée par Jeong Eun Suk d'Agricultural Hoeori Inc et se mange accompagnée d'une sauce.

## Galerie

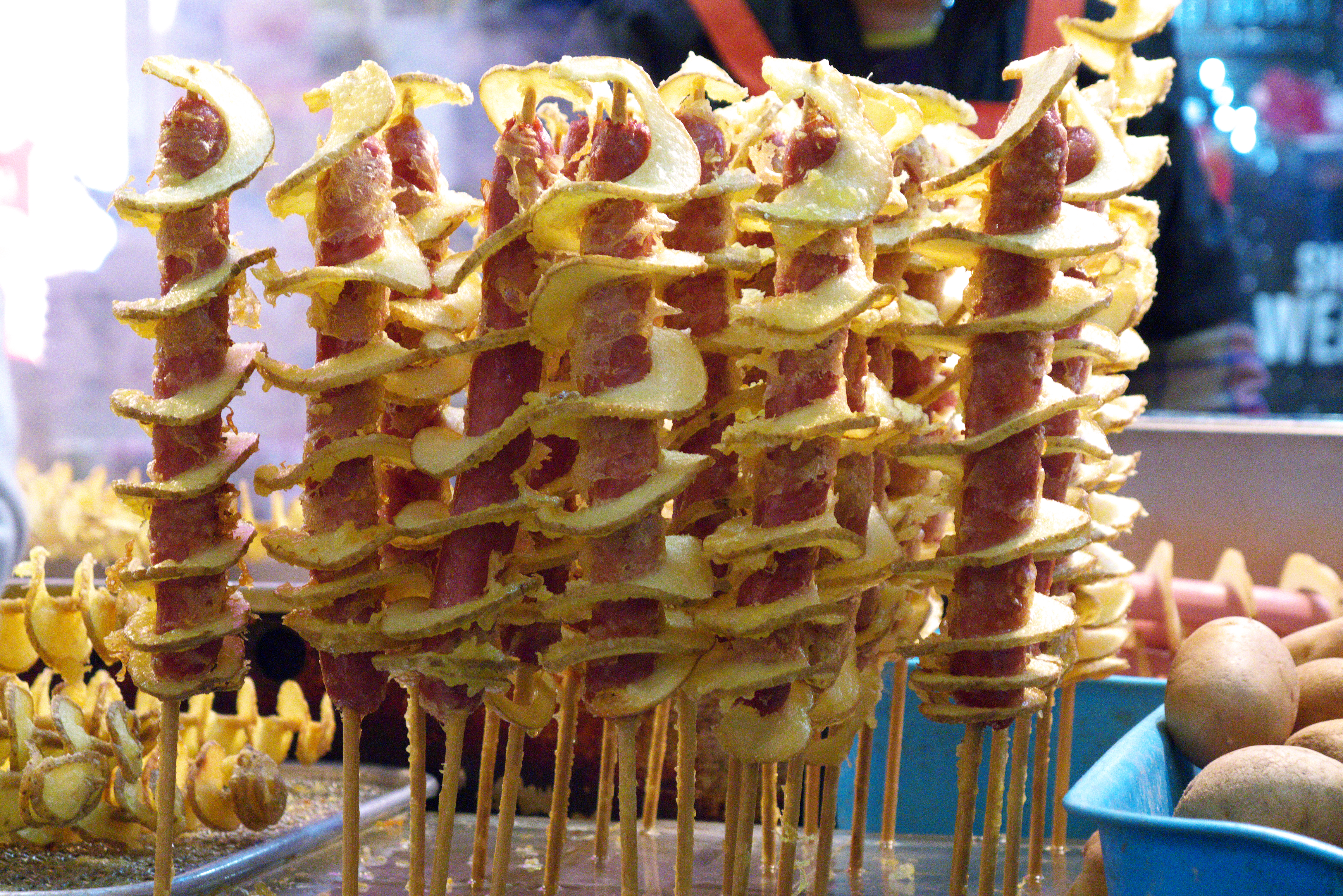
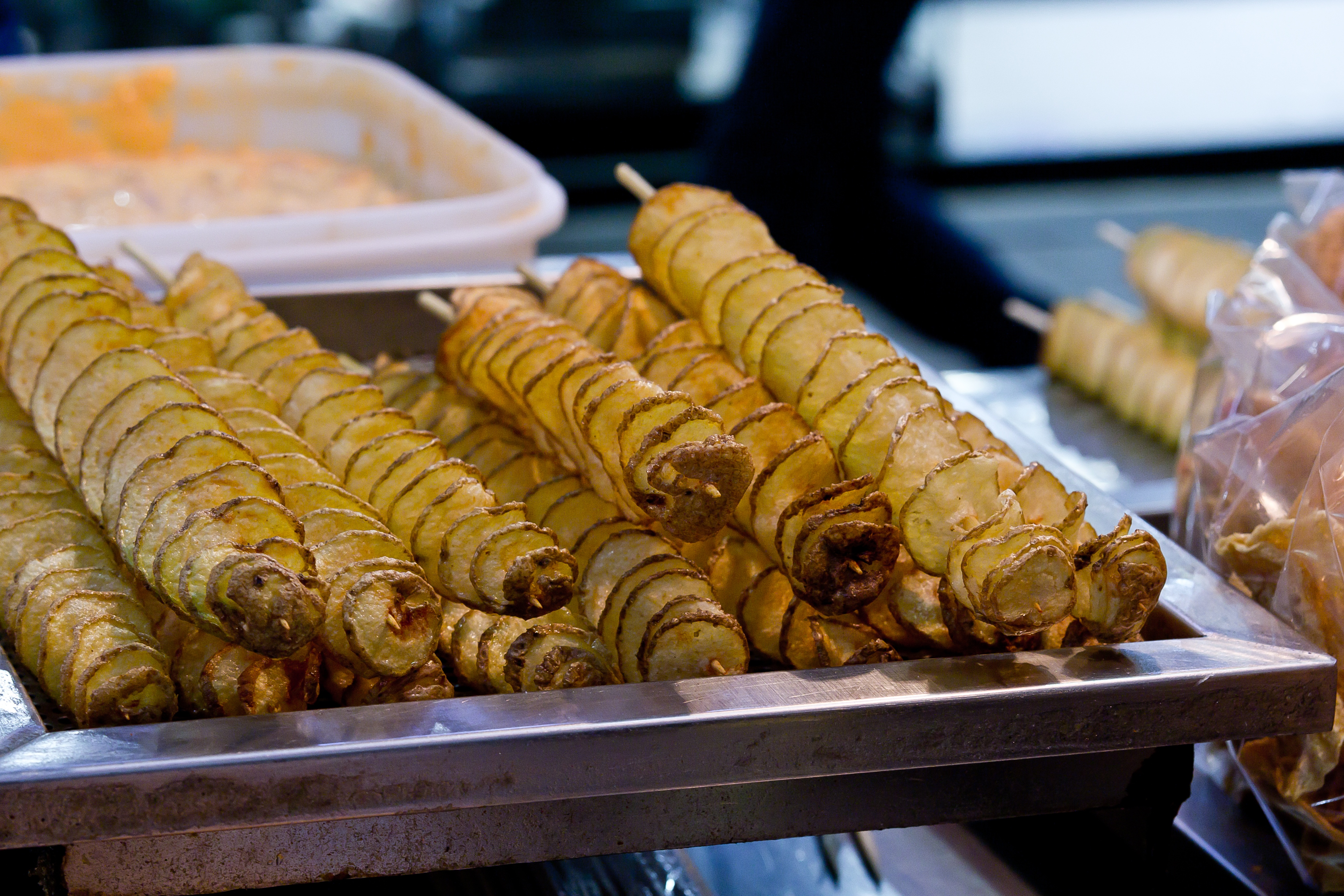
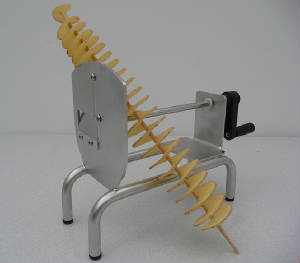